# Freixo de Cima e de Baixo
Freixo de Cima e de Baixo (llamada oficialmente União das Freguesias de Freixo de Cima e de Baixo) es una freguesia portuguesa del municipio de Amarante, distrito de Oporto.

## Historia
Fue creada el 28 de enero de 2013 en aplicación de una resolución de la Asamblea de la República de Portugal promulgada el 16 de enero de 2013 con la unión de las freguesias de Freixo de Baixo y Freixo de Cima, pasando su sede a estar situada en la antigua freguesia de Freixo de Cima.

## Demografía
| Gráfica de evolución demográfica de Freixo de Cima e de Baixo entre 2011 y 2021 |
|                                                                                 |
| Datos según el nomenclátor publicado por el INE portugués.                      |